# Marcin Kirschner
Marcin Kirschner (ur. 1889 w Tarnowie, zm. po sierpniu 1914) – polski szachista, mistrz Tarnowa.
Kirschner ukończył gimnazjum w Tarnowie i podjął studia na Uniwersytecie Wiedeńskim. Dyplomu uniwersyteckiego nie zdążył uzyskać wobec wybuchu I wojny światowej; zmobilizowany w sierpniu 1914, prawdopodobnie poległ na froncie wschodnim. Dokładne jego losy nie są znane.
Był czołowym szachistą w Tarnowie już jako uczeń gimnazjum i w 1904 zdobył tytuł mistrza miasta. Prasa lokalna publikowała w tym okresie liczne jego partie, w tym rozgrywane "na ślepo". W 1909 Kirschner wziął udział w turnieju Krakowskiego Klubu Szachistów, plasując się wśród 16 graczy na III miejscu, jedynie za Henrykiem Zioło i Józefem Klemensiewiczem. W Krakowie uczestniczył też w symultanach znanych szachistów, m.in. Carla Schlechtera i Oldřicha Durasa.
Szachów nie zaniedbał także w czasie wiedeńskich studiów. Kirschner należał do Wiedeńskiego Klubu Szachistów i na przełomie 1912 i 1913 zajął VIII miejsce w mistrzostwach klubu. W bezpośrednim pojedynku pokonał m.in. przyszłego arcymistrza Ernsta Grünfelda. Uczestniczył też w innych turniejach dla amatorów, ale bez większych sukcesów (m.in. był ostatni w imprezie w Kolonii w 1911).